# Đảng Dân chủ Tự do (Campuchia)
Đảng Dân chủ Tự do là đảng phái chính trị Campuchia được Sak Sutsakhan, cựu chỉ huy Lực lượng Vũ trang Giải phóng Quốc gia Nhân dân Khmer thành lập vào tháng 5 năm 1990. Đáng chú ý, đảng này là chính đảng đầu tiên ở Campuchia tổ chức đại hội đảng ngay sau Hiệp định Hòa bình Paris năm 1991.

## Lịch sử
Đảng này được thành lập sau cuộc đấu đá nội bộ giữa Sutsakhan và Son Sann kể từ lúc ký kết Hiệp định Hòa bình Paris năm 1991 khiến Sutsakhan phải tách khỏi Mặt trận Giải phóng Dân tộc Nhân dân Khmer (KPNLF), một nhóm chống cộng ban đầu do chính Son Sann thành lập. Năm 1992, Đảng Dân chủ Tự do đã cho tổ chức đại hội đảng ngay tại Sân vận động Olympic Phnôm Pênh.
Đảng Dân chủ Tự do đã giành được 62.698 phiếu bầu (1,6%) trong cuộc tổng tuyển cử năm 1993, nhưng lại không giành được một ghế nào trong Quốc hội.